# علي أصغر بروجردي
علي أصغر بروجردي (بالفارسية: علي‌ أصغر بروجردی) المعروف أيضا باسم "أصغر القاتل" (بالفارسية: اصغر قاتل) هو قاتل متسلسل إيراني ولد في عام 1893 في مدينة بروجرد في غرب إيران. هاجرت عائلته إلى العراق في سن مبكرة من حياته ونفذ أول جرائمه وهو في عمر 14 سنة فقط. قام أصغر بقتل 33 شخصا، 25 منهم في بغداد و 8 في طهران. تم إعدامه شنقا في عام 1934.
يعتبر علي أصغر أحد أشهر القتلة المتسلسلين في تاريخ إيران، ووصف بأنه القاتل المتسلسل الأول والمغتصب الأول في إيران في القرن العشرين.